# Hipertenzivna retinopatija
Hipertenzivna retinopatija je oštećenje mrežnice zbog viskog krvnog tlaka

## Patofiziologija
Mrežnica (oko) je jedan od "ciljnih organa" koji su oštećeni stalno povišenim krvnim tlakom. Izložene stalnom visokom krvnom tlaku dulji period vremena, male krvne žile koje opskrbljuju oko oštete se, zadebljaju, izboče i "cure". Rani znakovi retinopatije manje koreliraju s morbiditetom i mortalitetom no što se to prije mislilo, ali znakovi ubrzane ili "maligne" hipertenzije indiciraju tešku bolest.
Nalazi u hipertenzivnoj retinopatiji se protežu od hipertenzivno-induciranih promjena do retinalne mikrovaskulature. Hipertenzija dovodi do odlaganja kolesterola unutar tunice intime srednjih i velikih arterija. To dovodi do ukupne redukcije lumena tih krvnih žila. U arteriolosklerozi, hipertenzija dovodi do fokalnog zatvaranja retinalne mikrovaskulature. To povećava učestalost mikroinfarkta (mrlje poput čuperka vune) i površinskih hemoragija. U ekstremnim slučajevima, razvija se edem diska. Mehanizam koji se nalazi iza ovog fenomena slabo je poznat, no mogao bi biti povezan s povećanjem intrakranijalnog tlaka uzrokovanog hipertenzijom, i zato se smatra pravim papilledemom. Arteriolosklerotske promjene u retinalnoj mikrovaskulaturi perzistiraju i s redukcijom sistemnog krvnog tlaka. Ipak, promjere u hipertenzivnoj retinopatiji povlači se tijekom vremena s redukcijom sistemskog krvnog tlaka. 
- Meki mrežnični eksudati (mrlje poput vate) razvijaju se unutar 24 do 48 sati od porasta krvnog tlaka, a povlače se sa snižavanjem krvnog tlaka kroz 2 do 10 tjedana.
- Makularna zvijezda se razvija nakon nekoliko tjedana od povišenog krvnog tlaka i povlači se tijekom mjeseci ili godina nakon što je krvni tlak smanjen.
- Edem optičkog diska razvija se tijekom nekoliko dana do tjedana od pojave povišenog krvnog tlaka i povlači se tijekom tjedana ili mjeseci koje slijede nakon sniženja krvnog tlaka.

## Simptomi
Većina pacijenata koji boluju od hipertenzivne retinopatije nemaju vidljivih simptoma, dok ostali primjećuju slabiji vid ili glavobolje.

## Znakovi
Znakovi oštećenja mrežnice uzrokovani hipertenzijom uključuju:
- arteriosklerotske promjene
  - suženje arteriola koje je skoro uvijek bilateralno
    - stadij I - 3/4 normalnog lumena
    - stadij II - 1/2 normalnog lumena
    - stadij III - 1/3 normalnog lumena
    - stadij IV - poput konca ili nevidljiv lumen

  - promjene arterio-venskih križanja s venskom konstrikcijom i promjenom toka vena (Gunnov znak, Salusov znak)
  - promjena boje arteriola
    - arteriole poput bakrene žice su one arteriole kod kojih centralni refleks zauzima veći dio širine
    - arteriole poput srebrne žice su one arteriole kod kojih centralni refleks zauzima cijelu širinu

  - skleroza krvnih žila
- ishemijske promjene (tzv. mrlje poput čuperka vate ili meki mrežnični eksudati)
- krvarenje
- edem
  - prsten eksudata oko mrežnice nazvan "makularna zvijezda"
  - edem optičkog diska
- gubitak vidne oštrine, tipično kod zahvaćanja makule

## Dijagnoza
- fluoresceinska angiografija
- oftalmoskopija
- sfigmomanometrija

## Liječenje
Glavni cilj liječenja je prevenirati, ograničiti, ili poništiti štetu na ciljom organu smanjujući pacijentov krvni tlak. Oko je organ gdje je oštećenje lako zamjetljivo u ranom stadiju, tako da su redovni pregledi oka vrlo važni.
Liječenje hipertenzivne retinopatije zahtjeva odgovarajuće liječenje osnovne bolesti. Medicinsko surađivanje u liječenju s primarnim liječnikom je od najveće važnosti. Ako pacijent ima edem optičkog diska uzrokovan hipertenzijom, znači da ima malignu hipertenziju, što se mora smatrati kritičnim medicinskim stanjem. Taj pacijent mora hitno konzultirati primarnog liječnika i, još bolje, biti hitno transportiran u hitni bolnički trakt. Valja uzeti u obzir da postoji puno uzroka edema optičkog diska, na primjer,  masivna intrakranijalna lezija. No, u slučajevima gdje je krvni tlak iznimno povišen (npr. 250/150 mmHg), prisutan je edem optičkog diska i makularna zvijezda, maligna hipertenzija je najvjerojatniji uzrok.

## Kliničke natuknice
•Kako bi se uopće mrlje poput vate razvile iz hipertenzije, ona mora nadvladati autoregulacijske mehanizme. Kako bi se to dogodilo, pacijent mora imati dijastolički tlak barem 110 mmHg.
•Pacijenti koji razviju edem optičkog diska imaju malignu hipertenziju i tipično imaju krvni tlak oko 250/150 mmHg.
•Fluoresceinska angiografija nije indicirana u slučajevima hipertenzivne retinopatije s obzirom na to da ne daje nikakve dijagnostičke informacije.
•Hipertenzivna retinopatija se prezentira sa „suhom“ mrežnicom (malo krvarenja, rijetki edemi, rijetki eksudati, i brojne mrlje poput vate), dok se dijabetička retinopatija, radi usporedbe, prezentira „vlažnom“ mrežnicom (brojna krvarenja, brojni eksudati, veliki edem i malo mrlja poput vate).